# 海津市コミュニティバス
海津市コミュニティバス（かいづしコミュニティバス）とは、岐阜県海津市が運行しているコミュニティバスである。路線は海津市のほか羽島市及び津島市にも伸びている。
「海津市営バス」（市営バス）および広域バスの路線を2009年（平成21年）4月1日に再編する形で運行が開始され、スイトタクシー（現・スイトトラベル）委託運行に変更された。旧海津市営バス（市営バス）はその歴史や経緯によって3種類に分けられていた。
2019年（平成31年）4月時点で海津羽島線（一部の便を除き毎日運行）、南幹線（一部の便を除き毎日運行）、お千代保稲荷線（平日運行）の3路線がある。
2022年（令和4年）10月時点で海津羽島線、南幹線、お千代保稲荷線の名称が新しく、駒野線、石津線、お千代保稲荷線、木曽三川公園線に名称変更された。

## 現在運行中の路線
石津線
- 松山グリーンハイツ - 松山駅東 - 石津小学校口 - 石津駅 - 海津温泉 - 医師会病院 - 歴史民俗資料館 - 海津市役所

木曽三川公園線
- 松山グリーンハイツ - 松山駅東 - 石津小学校口 - 石津駅 - 海津温泉 - 医師会病院 - 木曽三川公園 - 海津温泉 - 歴史民俗資料館 - 海津市役所 - 海津明誠高校口 - 駒野駅 - 水晶の湯

土日祝日運行
お千代保稲荷線
- 駒野駅 - 海津明誠高校口 - 海津市役所 - 平田支所 - お千代保稲荷 - 幡長 - 大薮東 - 県立看護大学 - 岐阜羽島駅
- 駒野駅 - 海津明誠高校口 - 海津市役所 - 平田支所 - お千代保稲荷 - 西小薮 - 幡長 - 大須 - 県立看護大学 - 岐阜羽島駅

駒野線
- 駒野駅 - 海津市役所

海津津島線
- 津島駅 - 東海大橋西 - 海津市役所 - 海津明誠高校口 - 駒野駅 (平日)
- 津島駅 - 東海大橋西 - 海津市役所 - お千代保稲荷 - 平田支所（土日祝日）

2023年（令和5年）10月1日から2025年（令和7年3月31日）までの実証実験運行

## かつての路線

### 海津市コミュニティバス
- 海津東回り線
  - 海津医師会病院 - 札野 - 高須 - 吉里 - 東江 - 海津医師会病院
- 海津西回り線
  - 海津医師会病院 - 石津駅 - 高須 - 海津医師会病院
- 海津南回り線
  - 海津医師会病院 - 福江 - 木曽三川公園 - 高須 - 沼新田 - 海津医師会病院
- 平田お千代保稲荷線
  - 大須 - お千代保稲荷 - 海津庁舎[2] - 海津医師会病院
- 平田北回り線
  - 大須 - お千代保稲荷 - 平田庁舎[3] - 海津庁舎[2] - 海津医師会病院
- 南濃北回り線
  - 養南病院 - 戸田 - 駒野駅 - 海津庁舎[2] - 海津医師会病院
- 南濃南回り線
  - 働く女性の家 - 海津医師会病院 - 山崎 - 駒野駅 - 海津庁舎[2] - 水晶の湯
- 南幹線
  - 水晶の湯-海津市役所-木曽三川公園-石津南-（松山グリーンハイツ）
- 海津羽島線
  - （石津小学校口）-松山グリーンハイツ-海津市役所-岐阜羽島駅
- お千代保稲荷線
  - 駒野駅-海津市役所-お千代保稲荷

### 海津市営バス

#### 海津巡回バス
1977年（昭和52年）9月10日、旧・海津町が運行を開始した海津町営バスが前身。独自運行（80条バス）であった。海津市営バスとも呼称していた。
- 東回り線
  - 海津医師会病院～札野～高須～吉江～東江～海津医師会病院
- 西回り線
  - 海津医師会病院～沼新田～石津駅～高須～海津医師会病院
- 南回り線
  - 海津医師会病院～福江～木曽三川公園～石津駅～高須～沼新田～海津医師会病院

#### 南濃巡回バス
2000年（平成12年）4月1日、旧・南濃町が運行を開始した南濃町巡回バスが前身。海津交通（南濃レンタカー）に委託運行。海津市巡回バスとも呼称していた。
- 北発南回り線
  - 養南病院→津屋駅→駒野→海津庁舎→南濃庁舎→石津駅→働く女性の家
- 南発北回り線
  - 働く女性の家→石津駅→南濃庁舎→海津庁舎→駒野駅→美濃津屋駅→養南病院

## 運賃
- 大人：海津市内区間のみ200円

　　市外区間(羽島市、輪之内町、津島市と海津市相互の利用)300円
- 小中学生：100円
- 小学生に満たない幼児：無料
- 海津市内の65歳以上：100円
- 障害者、また、その介助者1名：100円

## 歴史
- 1977年（昭和52年）9月10日：海津郡海津町が海津町営バスを運行開始。
- 2000年（平成12年）4月1日：南濃町が南濃町巡回バスを運行開始。
- 2002年（平成14年）10月1日：海津町営バスの料金を、150円から100円に値下げ。羽島市、海津郡平田町、海津町の共同で広域バスの運行を開始。
- 2005年（平成17年）3月28日：海津郡平田町、海津町、南濃町が合併。海津市ができる。海津町営バス、南濃町巡回バスが海津市営バスに改称され引き続き運行される。
- 2009年（平成21年）4月1日：海津市コミュニティバスに改称、再編される。「海津羽島線」を新設。
- 2022年（令和4年）10月1日：海津市コミュニティバスの路線名が変更され、路線が4路線になる。
- 2023年（令和5年）10月1日：駒野駅から津島駅まで海津津島線の実証試験運行が開始される。
- 2024年（令和6年）4月1日：海津津島線の土休祝日のダイヤが変更され、海津市役所から延伸されお千代保稲荷経由平田支所行きとなる。